# Торопецкая библиотека
Торопецкая центральная библиотека — учреждение культуры в городе Торопец Тверской области России.

## История
Торопецкая публичная библиотека открылась 4 апреля 1875 года при уездном училище в городе Торопце. 
Эта библиотека — одна из старейших в Тверской области. 
В фонде библиотеки на момент открытия насчитывалось всего 850 томов. Библиотека содержалась на средства из государственного казначейства и из сбора за учеников. В библиотеке исправно вёлся систематический каталог. 
В разные годы библиотека носила названия:

| - общественной, - советской, | - районной, - центральной. |

Последний статус библиотека получила в процессе централизации: она стала центральной для всех библиотек региона, входящих в эту сеть.

## Современное состояние
В настоящее время[когда?] библиотеками централизованной библиотечной системы обслуживается более 15,8 тыс. читателей, посещения в год составляют более 160 тысяч, книговыдач — более 450 тысяч.
В фонде насчитывается 279 865 экземпляров, в том числе книг — 244 778, периодических изданий — 40 063, аудиоматериалов — 681. В фондах библиотеки имеются издания 19 века и редкие издания.